# Marià Pons i Espinós
Marià Pons i Espinós (Reus, 4 de setembre de 1823 – 25 de gener de 1886) va ser un polític català.

## Joventut
Fill de Francesc Pons i Aujé, el seu pare l'envià a Arecibo (Puerto Rico) el 1833, on ja hi tenia dos germans exiliats, per tal d'evitar que es barregés amb els insurrectes. Va tornar malalt el 1843, i influenciat pels liberals demòcrates, participà en els aldarulls de Reus d'aquell any, coincidint la seva arribada amb el bombardeig de la ciutat pel general Zurbano. Als anys 1847 i 1848 col·laborà en el periòdic reusenc El Mercado, amb articles d'influència cabetiana.
Durant el bienni progressista milità al Partit Progressista i es mostrà partidari dels plantejaments d'Espartero i després d'O'Donnell. El 1854 va fundar el diari El Liberal reusense i el 1856 El Deseo del pueblo. També presidí l'Ateneu Liberal de Reus i el «Montepío de la Clase Obrera de Reus». Era amic personal d'Estanislau Figueras i de Roque Barcia. A la caiguda d'O'Donnell publicà un opuscle: Breves apuntes sobre el pasado, el presente y el porvenir de la democracia española.

## Maduresa
S'allistà a l'exèrcit espanyol i el 1859 es troba al Marroc com a oficial de l'Estat Major de Prim a la campanya d'Àfrica. El 1860 va fundar a Tetuan l'agència colonial La Catalana, i el 1868 va dirigir el Banc de Reus i La Industrial Harinera. El 1862 havia llogat l'edifici de l'Hospital Vell al Centre de Lectura de Reus.
La seva amistat amb Prim el va fer exiliar quan es va produir l'intent de cop d'estat d'Aranjuez, el 2 de gener de 1866. El triomf de La Gloriosa el va fer tornar a Reus i va ser membre de la Junta Revolucionària, on amb Francesc Subirà va organitzar patrulles per reinstaurar l'ordre públic. La seva militància al Partit Liberal Monàrquic, lligat a Prim, l'enfrontà amb força gent, sobretot amb Güell i Mercader, secretari de la Junta Revolucionària. Va fundar i dirigir els diaris El Crepúsculo i El Canta claro, de tendència monàrquica. Va ser candidat a diputat a les eleccions generals espanyoles de 1869, però el candidat republicà el va derrotar, i a les de 1871 ho va ser pel candidat carlí.
Inicialment era republicà unitari, i es mostrà totalment contrari al federalisme, de tal manera que una carta a Víctor Balaguer i Cirera afirmà que abans de votar a favor de la República preferia proclamar la independència de Catalunya. Després del cop del general Pavía el gener de 1874 va ser designat per la autoritat militar, alcalde de Reus i cap de la Milícia Nacional com a membre del Partit Constitucional. Va prendre possessió del càrrec però el buit ciutadà el va fer dimitir. A l'acte de presa de possessió només hi van assistir ell i Eusebi Folguera, vell col·laborador de Pons. A la següent convocatòria només es van presentar catorze regidors dels treinta existents. Finalment va poder ser nomenat alcalde, però els republicans, que ocupaven bona part de les regidories i càrrecs clau de l'administració municipal, van presentar la seva dimissió. Va iniciar les dimissions Pere Pelfort, que ocupava el càrrec de secretari municipal, cosa que va permetre que retornés a l'ajuntament amb aquest càrrec l'escriptor Marià Fonts Fortuny. Van dimitir altres membres de la secretaria municipal i els caps de la Milícia, cosa que feia perillar la seguretat de la ciutat davant d'algun possible atac carlí. Davant d'aquest boicot, l'equip municipal va reconèixer el dia 20 de gener que han estat col·locats a l'ajuntament per voluntat superior, i que les circumstàncies anormals van aconsellar que intentessin mantenir l'ordre públic i combatre el mal. El buit social al voltant de Pons es va anar eixamplant al llarg dels dies, i segons La Redención del Pueblo, era una persona antipàtica en política i el seu nomenament havia revifat odios y rencores i havia portat a la desorganització de la Milícia. El 23 de febrer va presentar la dimissió, ell i el seu consistori, davant del governador civil i van ocupar breument l'alcaldia Felip Font i Antoni Soler i Clariana. El gener de 1875 va poder prendre definitivament possessió del càrrec. El 1874 se li havia concedit la Comanadoria de Carles III per la seva col·laboració en la tasca de pacificació de Catalunya.
Després del cop d'estat d'Arsenio Martínez-Campos Antón va ser confirmat en el seu càrrec d'alcalde i esdevingué un dels caps locals del Partit Conservador. La seva tasca com a alcalde va ser durament criticada pels possibilistes, que l'acusaven de nepotisme i de ser un reaccionari. Tot i així, va ser elegit diputat com a independent pel districte de Reus a les eleccions generals espanyoles de 1876, i el 1878 fou nomenat governador civil de Múrcia. El 1878 formà part de la comissió permanent de diputats catalans creada arran de la crisi industrial a Catalunya. Col·laborà en el periòdic El Reusense, va ser director del Diario de Reus i el 1882 va fundar i dirigir Crónica de Reus. Els periòdics que fundà i dirigí tenien tots com a característica el desprestigi dels republicans federals i dels liberals i la defensa del partit conservador.
Va ser elegit diputat conservador per Tarragona a les eleccions generals espanyoles de 1879 i 1884, i el 1885 va ser nomenat governador civil de la província de Granada, quan ningú no ho volia ser perquè hi havia pesta a la ciutat.